# Atis (déu)

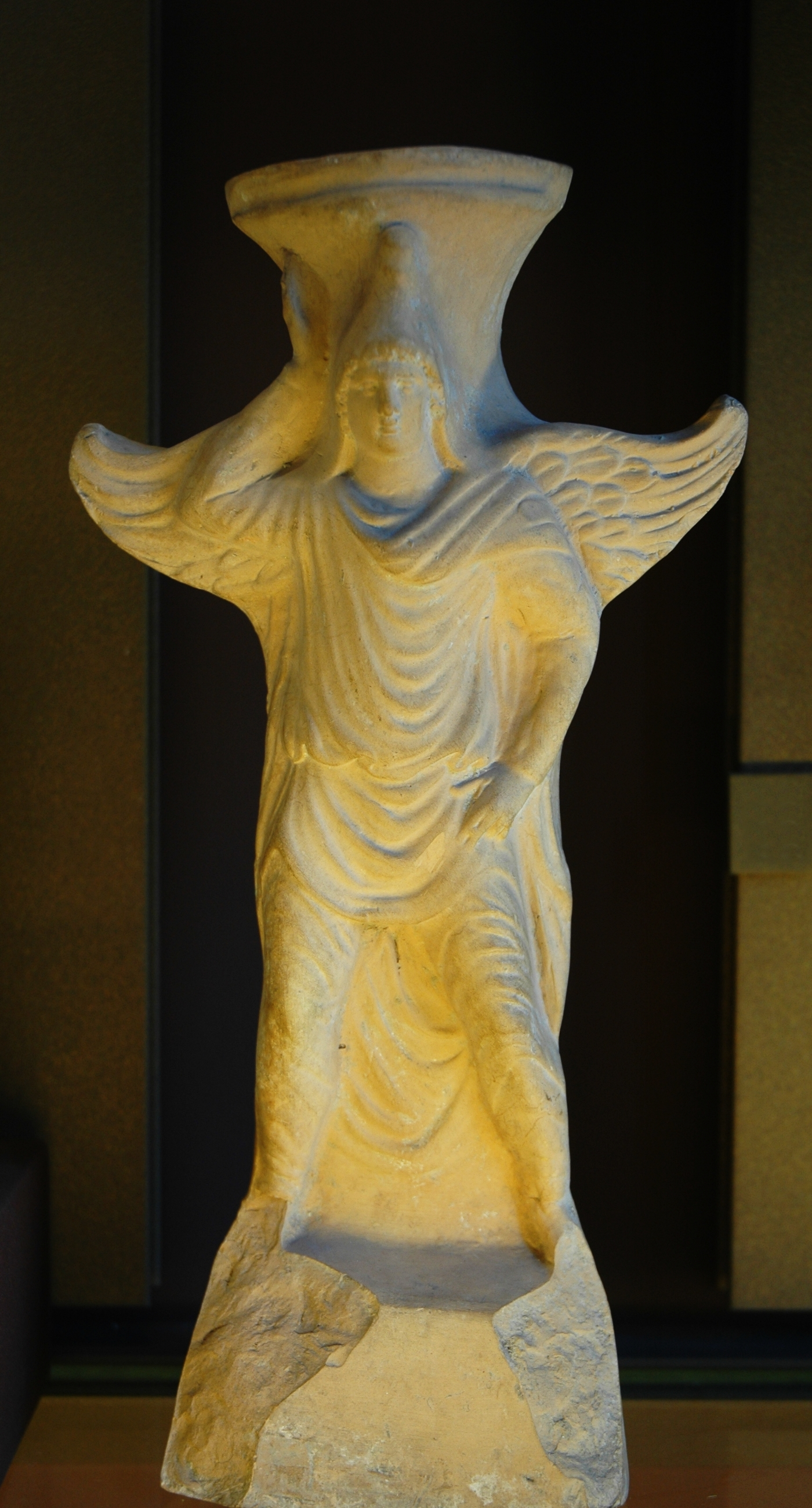
Atis. Terracota de Tars, dC, Louvre

Atis (Atys, Attys, Ates, Attis o Attin) fou una deïtat grega pàredra de la deessa Cíbele, fill de Nana. Déu de la vegetació perduda i retrobada, personifica la primavera efímera i rediviva. Atis representa la natura, que mor a la tardor i que torna a ressuscitar a la primavera. Aquesta divinitat oriental té els seus orígens a Frígia i se'n coneixen diverses versions de la llegenda mitològica, destacant sempre la seva mort deguda a l'autocastració i la seva posterior resurrecció.

## Mitologia
La llegenda mitològica d'Atis es remunta a una època en què Zeus va destruir la humanitat amb un gran diluvi. Llavors va arribar dels cels la Gran Mare Terra per repoblar infonent vida a la terra, però Zeus la volia només per a ell i frustrat per no aconseguir-la va llançar el seu esperma sobre la muntanya i així va sorgir Agdistis un déu hermafrodita. Els déus van encomanar la cura d'aquesta criatura a Dionís.
Un dia Dionís va substituir l'aigua, que rajava a la font on acostumava a beure Agdistis, per vi i va posar un parany per caçar ocells fet amb fils. Quan Agdistis va anar placar la seva sed es va emborratxar i, en aquell estat d'embriaguesa, es va embolicar amb els fils del parany de manera que fent esforços per alliberar-se es va tallar els genitals. De la sang que va gotejar, en caure a terra va sorgir un mangraner. Nana, la filla del déu fluvial Sangari es delia pel fruit d'aquest arbre i en menjar una magrana va quedar embarassada. El seu pare, enfurismat, no volia que tingués la criatura i li negava l'aliment, però la Mare Terra li proporcionava fruits i finalment donà a llum un nen al qui posà per nom Atis. Sangari va ordenar que abandonés el nen perquè es morís, però un pastor frigi el va trobar i el va criar d'amagat.
La Mare Terra i Agdistis també cuidaven d'Atis, el qual va esdevenir un jove ben plantat. El rei de Frígia, Mides I arranja el matrimoni de la seva filla amb Atis. La Mare Terra vol protegir-lo d'aquesta unió que sap que no el farà feliç i amb la complicitat d'Agdistis envien el deliri entre els presents al convit, fins al punt que la filla d'un convidat anomenat Gallus es talla els pits. Atis enrabiat es llança a la soca d'un pi, es fa una autocastració i ofereix els seus genitals a Agdistis. Atis sagna fins a morir i de la seva sang brolla una planta que fa violes. La Mare Terra estira l'escrot per fer un mantell amb el qual cobrir la planta. La princesa que s'anava a casar amb ell, anomenada Ia (violeta), no parava de plorar i, embargada per la pena se suïcida, després el seu cos es converteix en un llit de violetes. També la Mare Terra va plorar la mort d'Atis i de les seves llàgrimes va sorgir un ametller de fruit amarguenc. Llavors es va endur el pi i el cos d'Atis a la seva cova sagrada, des d'on va suplicar a Zeus que el tornés a la vida. Ell li contesta que no ho pot permetre, però el destí fa que, estant mort, tingui aspecte de viu, ja que els cabells li continuaven creixent i el dit petit se li movia.

## Culte
El culte d'Atis ha existit a Àsia menor, al nord de Grècia (a partir del III segle aC.), particularment a Macedònia, també a Roma. En època imperial la llegenda d'Atis, el qual morí i ressuscità simbolitzant el cicle vegetal de la primavera, s'accentuà gradualment, donant al culte una connotació misteriosa i esotèrica. El seu naixement se celebrava a Roma el 25 de març (equinocci de primavera).
El culte a Cíbele va ser introduït a Roma al final del segle iii aC i va prendre molt aviat una gran rellevància. Per contra, no tenim constància que Atis fos venerat durant l'època republicana i a l'inici de l'Imperi, tot i que és de suposar que devia tenir els seus adeptes perquè el seu culte s'instaurà oficialment durant l'imperi de Claudi. A partir d'aquest moment, les festivitats en el seu honor s'institucionalitzaren i es van celebrar anualment entre el 15 i el 27 de març, en una setmana dedicada conjuntament a Atis i a Cíble anomenada Hilària. Constaven de dues parts principals: una que commemorava la seva passió i mort i l'altra que en festejava la resurrecció. Un cop reconegut, el culte a Atis es va expandir ràpidament per tot l'imperi, essent difós probablement per les legions.
L'aparició l'any 2000, en la muralla de l'antiga Bàrcino, d'un relleu del déu Atis, datat pels especialistes en la primera meitat del segle i dC, permet assegurar que el culte a Cíbele i a Atis estava present en la ciutat de Barcelona des del moment de la seva fundació per August a finals del segle i aC.

## Representacions artístiques

### Romans
En el món romà trobem representacions d'Atis en tota mena de manifestacions artístiques, entre les quals volem destacar l'escultura. La seva iconografia és molt variada, ja que aquesta divinitat es presenta en diferents actituds, de vegades sola i d'altres en companyia de Cíbele. Aquesta diversitat és deguda al desig de mostrar el déu en els moments més rellevants del seu mite o d'expressar mitjançant la seva imatge ideologies de contingut simbòlico-religiós. Hem de destacar aquelles figures que el representen com a deïtat protectora dels difunts i de llur resurrecció, en aquest cas sense cap relació amb Cíbele, car també ell havia conegut el sofriment i la mort i els havia superat.
En aquest context es presenta generalment amb un aspecte molt determinat que forma part del repertori iconogràfic habitual de l'art funerari romà del qual tenim un exemple notable en els relleus de la Torre dels Escipions. No es tracta de representacions aïllades, ja que a la península Ibèrica la major part de les imatges d'aquesta deïtat –tant en relleu com en figures exemptes– pertanyen a aquest tipus, i moltes d'elles procedeixen de contextos funeraris. D'altra banda, també es coneixen algunes peces, escasses, trobades en àmbits privats, principalment com a decoració escultòrica de villae, com l'exemplar de la vil·la d'El Ruedo (Almedinilla, Còrdova).
Pel que fa a la difusió geogràfica de les representacions d'Atis a Hispània, la gran majoria procedeix de la Bètica, la costa mediterrània i la zona nord-oriental de la Península, tot i que hi ha també exemples a Mèrida. Com a decoració en relleu de monuments funeraris podem esmentar, a més de les imatges de la Torre dels Escipions, els caps del mausoleu de Sofuentes (Saragossa), una làpida que el mostra al costat d'un infant difunt i acompanyat d'una inscripció, procedent de Mèrida, dos relleus a Barcelona, etc. Entre les figures exemptes tenim diferents exemplars a la mateixa Tarragona: dos torsos procedents de la ciutat i un cap i un bust trobats a la Necròpolis Paleocristiana.

## Festa del Pi

### Roma
A l'equinocci de primavera, es feia la cerimònia de l'arbor intrat: un pi era tallat i transportat al Palatí en el santuari de la deessa Cíbele, embolcallat com un cadàver, figurant Atis mort. Plens de tristesa, els fidels ploraven i es lamentaven. Durant el recorregut els sacerdots galli es castraven, segons el ritual, amb una pedra tallant. Després d'una nit, s'unien a la deessa, com Atis, llavors esclatava l'alegria, manifestant-se en mascarades i banquets.

### Catalunya
És possible que la Festa del Pi a Centelles (Osona) vingui per la influència de la tradició romana al déu Atis. Cada 30 de desembre és tallat un pi del bosc i portat fins dins l'església de Santa Coloma, on és lligat per la part inferior de tronc i penjat cap per avall sobre l'altar major amb cinc poms de pomes i neules lligats a la brancada.
La Festa de l'Arbre i Ball del Cornut de Cornellà del Terri pot també tenir influències de la tradició romana. A part d'aquestes poblacions, antigament era costum general a Catalunya la festa de l'arbre, com demostra la corranda popular: Els de L'Albi tenen un maig que és bo per fer una arcada; que n'és tort i geperut, gran falta n'hi han trobada. Vallclara si, que en té un d'una peça ben llastada que en té cent i quatre pams, el més alt de la contrada.